# Fred Hawkes
Frederick Hawkes (sinh ngày 17 tháng 4 năm 1881) là một cầu thủ bóng đá người Anh dành toàn bộ sự nghiệp thi đấu cho câu lạc bộ quê nhà, Luton Town.

## Sự nghiệp
Sau sự nghiệp trẻ thành công ở Luton, Hawkes nhận lời mời từ các câu lạc bộ trước khi ký hợp đồng với đội bóng địa phương Luton Town năm 1899. Cùng với Robert Hawkes (không có quan hệ) và Fred White ở hàng thủ Luton, Hawkes trở thành một trong những cầu thủ chơi ổn định nhất cho đến khi bùng nổ Thế chiến thứ I. Khi trở lại, ông có 14 lần ra sân trong suốt mùa giải 1919-20 để kết thúc sự nghiệp kéo dài hơn 20 năm của mình.